# 앳 홈 대드
《앳 홈 대드》(アットホーム・ダッド)는 2004년 4월 13일 ~ 2004년 6월 22일까지 후지 TV에서 방송된 드라마. 시간은 매주 화요일 밤 10시 ~ 10시 54분까지. 주연은 아베 히로시, 총 12회. 평균 시청률 16.9%, 최고 시청률 19.1%를 기록하였다.

## 개요
정리해고 되어 실직 된 CM 감독 야마무라 카즈유키가, 가사·아이를 돌보면서 ‘주부’에 도전해서 고군분투를 모습을 그린 홈 코미디 드라마. 제목의 앳 홈(AT HOME, (アットホーム)은 일본식 영어로 가정적인이라는 뜻이며 여기에 아빠라는 뜻의 대드(DAD)를 써서, 이 드라마가 궁극적으로 시청자에게 전하고자 하는 ‘가정적인 남자’라는 의미이다.

## 시놉시스
TV-CM 감독 야마무라 카즈유키는, ‘남자는 일, 여자는 가사’라는 관념을 가진 전형적인 가부장적인 남자다. 아내인 미키, 딸인 리에와 함께 단란하고 행복한 생활을 지속한다. 일도 순조롭고, 도쿄에 집도 장만한 평탄한 이 때, 돌연 정리해고 되어서 실업자로 전락한다. 마침 미키는 리에를 낳기 전 하던 일인 출판쪽의 인연으로 새로운 잡지 창간일을 맡게 되고, 카즈유키는 전업 주부로서 가사일을 맡게 된다. 여자의 가사 일은 식은 죽 먹기 수준으로 취급했던 카즈유키는 이런저런 문제에 봉착하고, 이웃 집 전업 주부 스기오 유스케의 도움으로 조금씩 배워나가며 가족에 대해 다시 생각하게 된다.

## 캐스팅

### 야마무라家
야마무라 카즈유키 - 아베 히로시
주인공, 미키의 남편·리에의 아빠, 37세.
‘남자는 일, 여자는 가사’라는 관념을 갖은 가부장적인 사람. CM감독으로 일이 잘 되어 가고, 전업 주부라는 일을 진심으로 바보 취급 하는 사람. 그렇지만, 회사에서 정리해고 되어 자신이 주부의 역할을 하는 처지가 된다. 자존심 세고, 자신은 뭐든지 할 수 있다고 생각하지만, 가사가 어려운 일이라는걸 알게 되면서 이웃인 유스케에게 도움을 받는다. 딸에게는 한없이 좋은 아버지. 붙임성이 많지 않고, 솔직한 애정 표현을 하지 못하지만, 전업주부로 가사 일을 하면서 미키의 위대함을 알아가면서, 미키를 다시 한 번 진심으로 사랑하게 되고, 고마움을 느낀다.
야마무라 미키 - 시노하라 료코
카즈유키의 아내·리에의 엄마, 29세.
카즈유키가 정리해고 된 이후, 결혼 전 했던 일인 출판쪽의 인연으로 새로운 잡지의 창간에 스카우트되어서 일선에 복귀하게 된다. 지금까지는 남편이 하라는 대로 하면서 살아왔지만,일을 다시 시작하면서 자신의 삶에 대해서 다시 생각하게 된다. 나중에 능력을 인정받아 정직원으로 고용된다.
야마무라 리에(야마무라 리에) - 안도 사키
카즈유키와 미키의 딸, 6월 8일생, 5세.
좋고 싫은 게 분명한 성격. 그렇지만, 부모를 잘 이해하는 딸로, 가끔 카즈유키나 미키를 놀라게한다.

### 스기오家
스기오 유스케 - 미야사코 히로유키
쇼코의 남편·료타의 아빠, 전업 주부, 34세.
원래 백화점에 근무하고 있었지만, 쇼코가 수입이 더 많아서, 전업 주부가 된다. 모든 가사에 충실한 완벽한 “주부”로서 일한다. 언제나 도와달라고만 하는 카즈유키를 타박하지만, 내심 같은 남자 주부 동료가 생겨 기뻐하고 있다. 카즈유키와 함께 마트에서 아르바이트를 시작한 후, 카즈유키는 바로 그만 두어 혼자 일하다가 자신도 나중에 그만둔다. 제멋대로인 카즈유키와는 대조적으로, 늘 타인을 배려한다. 둘째가 생겼을때는, 아내를 생각하는 마음으로 자택에서 출산을 권한다. 출산 며칠 전에 급성 요통 증세였지만, 무사히 남편으로서 역할을 수행했다. 자칭 카리스마 전업 주부이며, SP판에서는, 자신이 만든 홈페이지로 전국의 주부에게서 상담을 받고 있다.
스기오 쇼코 - 나카지마 토모코
유스케의 아내·료타의 엄마, 파견회사사장, 33세.
파견 회사의 사장. 애주가이지만 임신한 것이 계기로, 미키에게 알코올 제지를 당한다. 유스케와 료타를 누구보다 사랑한다.
스기오 료타 - 요시카와 후미키
유스케와 쇼코의 아들, 8월 15일생, 5세.
조금 지진아 같아 보이기도 하지만, 내심 마음이 여리고 착한 아이. 그러나, 실전에서는 한 번에 잘해내는 타입.

### 이와사키家
이와사키 마리에 - 카와시마 나오미
츠바사의 모친, 38세.
히카리 유치원의 학부모 모임의 회장격. 학부모들은 마리에에게 잘 보이면, 아이의 유치원 생활이 무사평탄이다. 그 때문에, 자존심 강한 카즈유키 조차 굴복하다.
그녀가 주최하는 모임은, 단지 케이크를 만들고 아내로서 불편한 것을 푸념하는 모임이지만, 매회 그녀에게 1인당 2300엔의 사례금을 건네주는 것이 기본이다 (그 값은 케이크의 재료값으로 사용). 남편은 그런 마리에의 오만한 성격에 다른 여자와 별거중. 그러나, 체면이나 아들의 수험에 불리하게 작용할 것 같은 이유로 이혼은 꺼리고 있다.
이와사키 츠바사 - 쿠니타케 히로시
마리에의 아들, 흔히 말하고 생각하는 곱게 자란 도련님 스타일의 전형적인 아이. 그렇지만, 엄마에게만은 착한 아이다.

## 관련음반

### 여는곡
- Jackson vibe / 朝焼けの旅路

### 삽입곡
- Fayray/ 愛しても愛し足りない

### Original Sound Tracks
1. アットホーム・ダッドメインテーマ
2. 準備万端!
3. 右往左往
4. 悪戦苦闘
5. アイキャッチ A
6. 昼下がりのダイニング
7. アンバランスな幸せ
8. Tone Bender
9. スイーツ
10. 男たるもの...
11. 夜のブランコ
12. アイキャッチ B
13. 月曜日の木漏れ日
14. 夢の中で
15. 夢の中で(slow ver.)
16. 家事争論
17. アイキャッチ C
18. 朝の散歩道
19. At Home Blues
20. 月を見あげて
21. 雲間
22. アイキャッチ D
23. 愛しても愛し足りない(インストゥルメンタル ver.)
24. 朝焼けの旅路(インストゥルメンタル ver.)

## 부제·시청률
평균 시청률 16.9%
| 각 화  | 방송일          | 부제                                    | 시청률 |
| ------ | --------------- | --------------------------------------- | ------ |
| 제1화  | 2004년 4월 13일 | 남자 주방에 들어간다 전업 주부(夫) 탄생 | 17.2%  |
| 제2화  | 2004년 4월 20일 | 주부는 하루만 해서 되지 않고            | 17.4%  |
| 제3화  | 2004년 4월 27일 | 주부의 마음 아내는 알지 못하고          | 15.7%  |
| 제4화  | 2004년 5월 4일  | 늙고는 주부에 따라                      | 14.2%  |
| 제5화  | 2004년 5월 11일 | 낳은 엄마보다 가정의 주부               | 15.9%  |
| 제6화  | 2004년 5월 18일 | 힘든 때 주부의 부탁                     | 16.1%  |
| 제7화  | 2004년 5월 25일 | 나가는 주부는 맞는다                    | 16.8%  |
| 제8화  | 2004년 6월 1일  | 주부는 쉽게 늙고 학문 성취는 어렵다     | 14.6%  |
| 제9화  | 2004년 6월 8일  | 돈으로 맺은 인연은 주부의 맺어진 인연   | 17.7%  |
| 제10화 | 2004년 6월 15일 | 주부는 여유 없음                        | 19.1%  |
| 제11화 | 2004년 6월 22일 | 양약, 주부에게는 쓰다                   | 18.1%  |
| 최종화 | 2004년 6월 29일 | 똑바로 선 주부, 말꼬리를 흐리다         | 19.1%  |
| 스페셜 | 2004년 9월 28일 | 일해도 일해도 주부의 생활 편해지지 않고 | 17.7%  |